# Reflusso gastroesofageo
Il reflusso gastroesofageo, o RGE, è un fenomeno caratterizzato dalla temporanea risalita del contenuto dello stomaco nell'esofago, senza che vi siano rigurgito o vomito.

## Descrizione
Più comunemente, sebbene impropriamente, è usato per indicare la malattia da reflusso gastroesofageo (MRGE), condizione patologica caratterizzata da un complesso di sintomi tipici, e/o dall'evidenza endoscopica di lesioni della parete esofagea, determinati dal reflusso stesso.
Principalmente il reflusso è dovuto a rilasciamenti dello sfintere esofageo inferiore (SEI); a volte per insufficiente pressione del SEI rispetto a un aumento della pressione addominale, o per un suo progressivo indebolimento della pressione di chiusura.
Il reflusso è un fenomeno comune nei bambini, soprattutto nei primi mesi di vita, spesso dovuto a una fisiologica incompetenza anatomica e funzionale del cardias e dell'angolo di His, che nel tempo si normalizza; si presenta anche negli adulti sani. Solitamente dura meno di 3 minuti, e prevale nei periodi postprandiali; generalmente è asintomatico. In circa il 95% dei casi, scompare entro 18-24 mesi, ma circa il 30% può durare fino a 4 anni; scompare soprattutto dopo lo svezzamento, con l'introduzione di una alimentazione solida.
Le complicanze nei bambini sono solo nel 5% dei casi.